# Pețelca, Alba
Pețelca este un sat ce aparține orașului Teiuș din județul Alba, Transilvania, România.

## Repere monografice

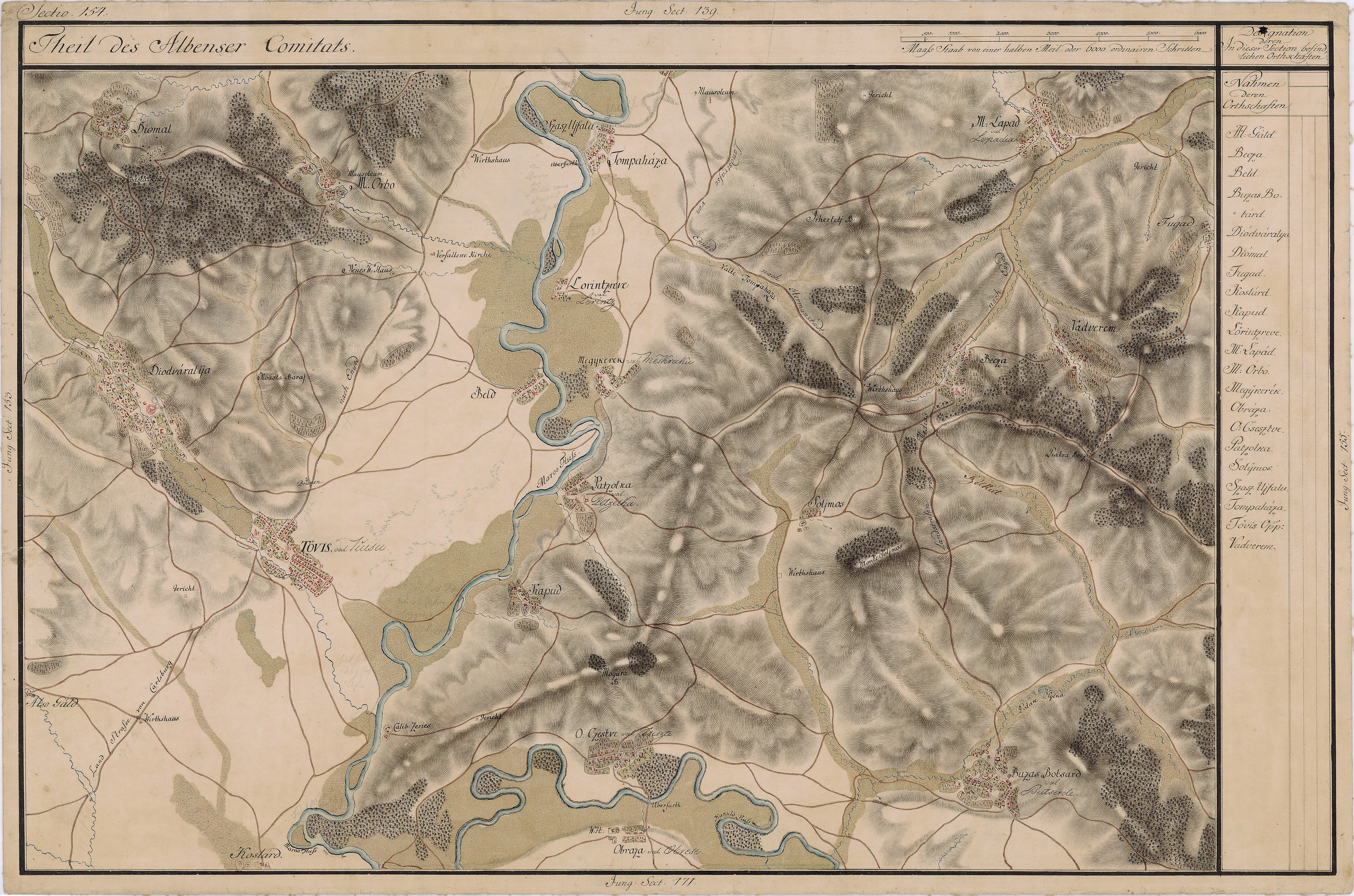
Pețelca în Harta Iosefină a Transilvaniei, 1769-73

În prezent componentă a orașului Teiuș, localitatea Pețelca este situată la intersecția meridianului de 2344’ longitudine estică cu paralela de 4613’ latitudine nordică, în partea central-vestică a României, în sectorul nord-estic al județului Alba, pe versantul stâng al văii râului Mureș, la o altitudine medie de 290 m. La est, teritoriul așezării se învecinează cu cele ale satelor Șoimuș și Bucerdea Grânoasă, la sud cu ale Căpudului și Cisteiului, la vest cu cel al orașului Teiuș, iar la nord cu cele ale satelor Beldiu și Meșcreac.
Cu excepția reliefului care impune unele restricții – Dl. Gloduri (448,5 m), Dl. La Cruce (410,9 m), Dl. Perii Căpudului (414 m) etc. care se înscriu în Dealurile Lopadei și pe care se extind vatra și moșia satului, sunt alcătuiți din roci plastice, argile și marno-argile, intercalate cu pietrișuri și nisipuri, au versanții cu pante mari fapt pentru care sunt afectați de alunecări de teren, șiroire și eroziune în suprafață – și a apei freatice aflată în cantități reduse, condițiile naturale sunt favorabile locuirii: a) climatul este continental-moderat, cu influențe foehnale, cu temperaturi medii anuale de circa 9oC și precipitații în jur de 550 mm/an; b) rețeaua hidrografică este bogată, reprezentată de râul Mureș (cu debitul mediu de circa 80 m3/s) și de pârâul Valea Pețelcii (cu regim semipermanet pe aproape întreaga lungime a cursului); c) vegetația forestieră inițială (păduri nemorale) a fost înlocuită cu pajiști secundare xerofile și mezoxerofile valorificate ca fânețe și pășuni; d) soluri cu fertilitate medie (pseudorendzine, brune eu-mezobazice, negre clinohidromorfe și aluviale) utile pentru cultivarea plantelor. 
Pețelca, sat de agricultori români, a fost atestat documentar, pentru prima dată, în anul 1264, sub numele de terra Bolcholka. Toponimul „Săliște“ care denumește trupul nordic al localității ne îndreptățește să afirmăm că satul a fost întemeiat și a evoluat (cel puțin parțial) într-o poiană rezultată în urma defrișării pădurii. Patru decenii mai târziu, în anul 1303, localitatea apare cu numele de Pachalca, o formă destul de apropiată de cea actuală, care confirmă faptul că denumirea sa a suferit o serie de modificări. 
Mai multe secole la rând referirile la satul Pețelca lipsesc. Începând din secolul al XVIII-lea, informațiile despre localitate sunt tot mai numeroase și mai complexe. În anul 1733, în conscripția episcopului Ioan Inocențiu Micu, Pețelca („Peczelka“) număra 20 de familii (circa 100 locuitori), iar în cea a generalului Buccow („Dismembrația legii“), dintre anii 1760-1762, satul („Paczalka“) număra 39 de familii de români (aproximativ 200 de persoane), din care 31 ortodoxe și 8 unite.
În anul 1835, sub păstorirea preotului Iosif Domșa (1824-1849) a fost construită prima biserică a satului, din lemn, iar în 1872, în timpul preotului Ilie Luca (1861-1884) a fost înființată o școală confesională greco-catolică. Numărul elevilor care i-au frecventat cursurile a crescut aproape continuu până în perioada interbelică: 55 în 1876, 51 în 1880, 90 în 1896, 86 în 1900 și 114 în 1932. În această instituție și-au desfășurat activitatea o serie de dascăli precum Nicolae Ignat, George David și Iuliu Domșa. 
La 13 mai 1848 spiritul revoluționar și solidaritatea locuitorilor – români și maghiari – s-a manifestat pregnant, aceștia sărind cu mic cu mare în apărarea unui tânăr ungur arestat de autorități. Animați de acest elan revoluționar, locuitorii din Pețelca se vor fi înrolat ca luptători în Legiunea I „Blăjana“ organizată de prefectul Ioan Axente Sever. În această calitate vor fi participat la sângeroasele încleștări, din octombrie 1848, de la Noșlaca, Sâncrai și Ciumbrud.
Între anii 1855-1857 preotul satului Iacob Domșa a îndeplinit funcția de administrator protopopesc al Districtului Protopopesc Băgău. Aceeași funcție, precum și cea de viceprotopop al aceleiași instituții a fost îndeplinită, între 1864-1879, de parohul Pețelcii, Elie (Ilie) Luca.
În anul 1900 în Pețelca locuiau 647 persoane – 620 (95,8%) români, 3 (0,4%) maghiari și 24 (3,8%) de alte naționalități –, iar în 1910, 610 persoane.
În prima parte a secolului XX satul se prezenta ca o așezare rurală răsfirată, constituită din gospodării situate la distanțe relativ mici unele de altele, separate de grădini. În cazul localității Pețelca structura și textura vetrei au fost impuse de relief în proporție covârșitoare. Astfel, fiind situată doar pe versantul din stânga Mureșului, gospodăriile au fost ridicate numai pe porțiunile mai netede, pe suprafețele care asigurau o relativă stabilitate. Dacă în anul 1930 în sat se găseau 128 de gospodării locuite, în a doua parte a secolului XX numărul lor a scăzut continuu: 126 gospodării în anul 1966, 121 în 1978, 102 în 1992 și numai 78 în 2002. În funcție de forma vetrei satului, în preajma anului 1950 Pețelca avea aspect poligonal (romboidal), cu trenă stradală simplă, radială. Suprafața perimetrului construibil ocupa circa 460.000 m2, iar rețeaua stradală însuma 4.100 m2 și acoperea 20.500 m2.
Izbucnirea primului război mondial a însemnat pentru locuitorii satului, ca pentru toți cei din teritoriile românești aflate sub stăpânire străină, darea unei jertfe de sânge nedorite pe câmpurile de luptă ale Europei în Serbia, Bosnia-Herțegovina, Italia și Galiția.

## Demografie
Conform datelor recensământului din 1930 Pețelca număra 657 locuitori, dintre care 656 români și un maghiar. Sub aspect confesional populația era alcătuită din 648 greco-catolici, 7 baptiști și 2 reformați. 47,5% din locuitori erau tineri între 0 și 19 ani.
În timpul celui de-al doilea război mondial locuitorii satului Pețelca și-au adus și contribuția lor de sânge pe fronturile din est și vest, iar după instaurarea regimului comunist asupra satului s-au abătut vicisitudinile dictaturii (confiscarea averilor, naționalizări și colectivizarea), întinse pe durata a peste patru decenii, până în decembrie 1989. Totuși, în această perioadă a fost construită o școală nouă, a fost instalată o moară electrică pentru mălai și a fost ridicată o biserică ortodoxă, iar muncitorii și elevii făceau naveta, cu autobuzul, în special la Teiuș și Aiud. 
Ca urmare a colectivizării forțate a satului și a industrializării țării, în Pețelca s-a declanșat un proces de scădere continuă a numărului de locuitori. La procesul de depopulare a așezării au contribuit și acele persoane care s-au stabilit definitiv în așezările mari cu capacități economice din Culoarul Mureșului (Aiud, Teiuș, Alba Iulia). Astfel, dacă în anul 1956, conform recensământului din 21 februarie, aici locuiau 596 persoane (295 bărbați și 301 femei), la recensământul din 1966 au fost înregistrați 497 locuitori (245 bărbați și 252 femei), iar în anul 1977, numai 452. În 1986 localitatea număra 363 persoane, iar în 1992, numai 280 (138 bărbați și 142 femei), din care tinerii sub 20 de ani ocupau o pondere de doar 18,2%. Din lipsă de copii școala din sat a fost închisă. 
Evoluția numerică a populației satului Pețelca
1733	cca. 100*
1760-1762	cca. 200*
1896	cca. 600*
1900	610
1930	657
1932	673
1956	596
1966	497
1977	452
1986	363
1992	280
2002	202
	*valorile se referă doar la locuitorii de etnie română
Procesul de îmbătrânire demografică a început să genereze o presiune a populației vârstnice asupra celei adulte și a crescut numărul pensionarilor (193 persoane, în anul 1992) în raport cu populația activă (120 persoane, din care 67 funcționau în agricultură, 36 în industrie, 5 în transporturi și 12 în alte ramuri economice). Procesele de îmbătrânire și depopulare a satului au fost și sunt cauzate și de condițiile naturale ostile (frecvente alunecări de teren în vatra satului, inundații în lunca Mureșului, relativa lipsă a apei potabile) și de izolare (lipsa unui pod fix peste Mureș și a unor curse regulate de autobuz spre Teiuș și Aiud). 
În a doua parte a secolului XX s-a înregistrat și o transformare majoră a satului. Casele vechi au fost extinse sau demolate și construite altele noi (cele mai multe în vinclu, cu trei camere), din cărămidă și acoperite cu țiglă. Sub multe au fost construite pivnițe. Gospodăriile aveau curți duble și au fost împrejmuite cu garduri din lemn, fier, cărămidă sau prefabricate din beton. După anii ’50, străzile au fost pietruite în mai multe rânduri, iar în anii ’60 satul a fost electrificat.
Multe dintre tradițiile laice au avut de suferit. Nunțile și botezurile s-au abătut în bună măsură de la vechile ritualuri, urmând un curs firesc de modernizare. Dintre obiectele și obiceiurile legate de ritualul nunții au dispărut: steagul (brad împodobit cu o năframă cu franjuri și cu panglici de diferite culori) – purtat de un fecior (stegar) pregătit de naș – și mersul terfarilor (mersul cu daruri al socrilor mici, împreună cu rudele lor, la casa mirelui).
Nu se mai practică ritualul „Sângeorgiului“. În trecut, în ziua de Sfântul Gheorghe (23 aprilie), după ieșirea de la biserică, un flăcău învelit în ramuri verzi și încadrat de alți doi tineri, băteau la porți și urau de belșug. Gazdele, după ce îi udau cu apă, îi omeneau. În acest timp copiii din sat se urzicau (se loveau cu urzici).
Folclorul coregrafic și muzical din sat se încadrează în stilul sud-transilvănean. Între creațiile coregrafice locale cel care a dus faima satului în anii ’70 și ’80 a fost jocul „haidăul“. Grupul de dansatori din sat (acum desființat) a obținut cu acest frumos dans mixt nenumărate premii și a efectuat o serie de turnee în țară și străinătate (Cehoslovacia, Polonia, Ungaria ș.a.).
După revoluția din decembrie 1989, în intervalul 1992-2002 populația satului a scăzut cu 78 persoane ajungând la 202 locuitori. Din aceștia 197 erau români, 3 maghiari și 2 rromi. În cazul celor 78 de familii existente în august 2002 se constată predominanța în onomastica numelor de familie a celor de Domșa (25 familii; 32%), Ciortea (16 familii; 20,5%) și Popa (6 familii; 7,6%).  
Dramatic este faptul că dacă numărul populației va continua să scadă în ritmul actual și autoritățile nu vor identifica măsuri de stagnare, localitatea Pețelca va fi în pericol de a deveni total depopulată în intervalul 2015-2020. 
- Din Mărculeț I., Mărculeț Cătălina: Pețelca (județul Alba) - Pagini de monografie, DACOROMANIA, nr. 37, Alba Iulia, 2008 (http://www.dacoromania-alba.ro/nr38/petelca.htm)